# In Winter
In Winter è il settimo album in studio della cantante georgiana-britannica Katie Melua, pubblicato nel 2016.

## Tracce
1. The Little Swallow – 1:46 (tradizionale)
2. River – 3:25 (Joni Mitchell)
3. Perfect World – 4:24 (Katie Melua)
4. Cradle Song – 1:43 (tradizionale)
5. A Time To Buy – 3:31 (Melua)
6. Plane Song – 4:07 (Melua)
7. If You Are So Beautiful – 3:43 (Anzor Erkomaishvili, Natela Onashvili)
8. Dreams on Fire – 4:05 (Melua, Don Black)
9. All Night Vigil - Nunc Dimittis – 4:15 (Sergei Rachmaninoff)
10. O Holy Night – 4:23 (Adolphe Adam)